# Gerlier de Nassau (1322-1371)
Gerlier de Nassau (parfois orthographié Gerlac ; * 1322; † 12 février 1371 à Aschaffenbourg) est archevêque de Mayence de 1346 jusqu'à sa mort.

## Biographie
Gerlier de Nassau est le fils de Gerlier Ier de Nassau et son épouse Agnès de Hesse († 1332), fille du comte Henri Ier de Hesse (1244-1308). À l'âge de 14 ans, il reçoit du pape Benoît XII une prébende comme chanoine à Mayence. Entre 1340 et 1344 il étudie à l'université de Bologne. En 1345 il devient doyen à Mayence.
Le pape Clément VI dépose l'archevêque de Mayence Henri III de Virnebourg le 7 avril 1346 dans le contexte des différends de l'empereur Louis de Bavière avec la Curie romaine. Le 26 avril 1346, en Avignon, Gerlier est nommé pour succéder à Henri et il reçoit l'ordination épiscopale.
Gerlier soutient l'électeur Baudouin de Luxembourg et aide Charles IV au moment de son élection comme anti-roi de Louis IV. Puisque ni Louis IV n'était prêt à renoncer à son trône, ni Henri III à son siège épiscopal, cela prolongeait les différends relatifs au diocèse de Mayence et au trône du Saint-Empire romain germanique. Ce n'est qu'après la mort d'Henri en décembre 1353 que Gerlier a pu prendre vraiment toute la gestion de l'électorat de Mayence. Toutefois, il a dû recevoir du Landgrave de Hesse comme un fief presque tous les biens autrefois appartenant à Mayence en Basse (de) et Haute-Hesse ; seuls Fritzlar, Amöneburg et Naumburg étaient alleu. C'était le prix de l'assistance militaire qu'avait apportée à Gerlier le landgrave Henri II contre Henri de Virneburg, ce qui coûtait finalement plus cher que ce que le landgrave avait fait payer aux rivaux de Gerlier à Fritzlar en 1347.
En 1356, Gerlier prend part aux diètes (Hoftag) de Nuremberg et de Metz, sur la base desquelles la Bulle d'or de Charles IV sera rédigée. C'est l'archevêque de Mayence qui aura le rôle d'archichancelier du Saint-Empire romain germanique et de président de l'assemblée des princes-électeurs, ainsi qu'une voix décisive lors de l'élection du Roi des Romains.
Cela n'empêchera pas l'Empereur de rappeler à l'ordre l'archevêque qui ne se préoccupe pas assez de la réforme de son clergé.
De fait, très préoccupé des intérêts économiques et politiques du Rhin moyen, Gerlier conclut une union douanière avec les électeurs du Palatinat et de Trèves. Déjà auparavant, il avait essayé de renforcer la position de l'électorat de Mayence en favorisant l'accès au titre de ville de divers endroits, y compris Höchst comme un avant-poste face à la ville libre impériale de Francfort-sur-le-Main et le village Gau-Algesheim comme un avant-poste sur la vallée du Haut-Rhin moyen.
De son vivant, Gerlier fait nommer son neveu Adolphe de Nassau (de) comme coadjuteur, le voyant donc comme son successeur sur le trône épiscopal d'électeur de Mayence. Cependant la mort prématurée de Gerlier en février 1371 déjoue ces plans : Adolphe de Nassau ne sera en fait archevêque de Mayence qu'en 1381.
La tombe de Gerlier de Nassau est située dans la basilique de l'Abbaye d'Eberbach dans le Rheingau. Aujourd'hui son monument funéraire à la verticale montre en bas-relief Gerlier en ornements (chasuble, dalmaticelle, aube, gant et anneau) avec mitre, crosse et un livre,.